# Dany Dann
Pour les articles homonymes, voir Dann et Civil.
Ne doit pas être confondu avec Dany Dan.
Dany Dann, nom de scène de Danis Civil, né le 3 mai 1988 à Saint-Laurent-du-Maroni (Guyane), est un pratiquant français de breakdance.

## Biographie
Dany Dann commence à pratiquer le breakdance à l'âge de 15 ans à Saint-Laurent-du-Maroni, en Guyane Française. En 2022, il est sacré champion de France de breakdance à Bordeaux, cinquième des Jeux mondiaux, puis remporte la médaille d'or des Championnats d'Europe à Manchester.
Il remporte la médaille d'or des Jeux européens de 2023 (team Sanofi), se qualifiant ainsi directement pour les Jeux olympiques de 2024 à Paris.
Le 10 août 2024, il remporte la médaille d'argent au Jeux olympiques d'été de 2024 à Paris en battle, s'inclinant en finale contre le Canadien Philip Kim.

## Palmarès
- Médaillé d'argent aux Jeux olympiques d'été de 2024, dans l'épreuve B-Boys de breaking

- Europe : 
  -  médaillé d'or des Jeux européens de 2023
  -  médaillé d'or des Championnats d'Europe

## Décorations
- Chevalier de l'ordre national du Mérite (2024)[6]